# Everclear (album)
Everclear è il quinto album in studio del gruppo rock statunitense American Music Club, pubblicato nel 1991.

## Tracce
1. Why Won't You Stay – 2:59
2. Rise – 3:11
3. Miracle on 8th Street – 4:07
4. Ex-Girlfriend – 2:49
5. Crabwalk – 3:33
6. The Confidential Agent – 4:10
7. Sick of Food – 4:02
8. The Dead Part of You – 2:42
9. Royal Café – 3:23
10. What the Pillar of Salt Held Up – 2:38
11. Jesus' Hands – 3:02

## Formazione
- Mark Eitzel - voce, chitarra, tastiere
- Vudi - chitarra, basso, fisarmonica
- Dan Pearson - basso, chitarra, dulcimer, mandolino, banjo, voce
- Mike Simms - batteria
- Bruce Kaphan - pedal steel guitar, tastiere, basso, percussioni, lap steel guitar, dobro, chitarra, dulcimer, produzione